# Al-Jazira (delstat)

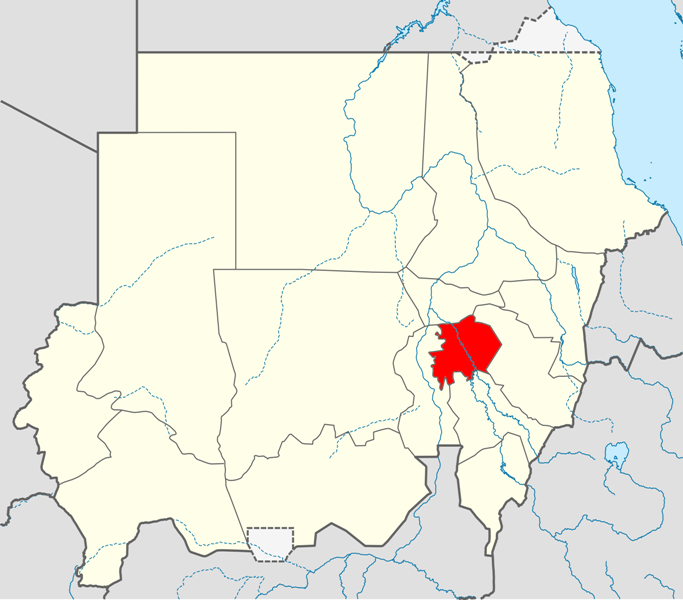
Delstatens läge i Sudan.

al-Jazira (arabiska: ولاية الجزيرة, 'ön') är en av Sudans 15 delstater (wilayat) och ligger söder om huvudstaden Khartoum, i vinkeln mellan Blå och Vita Nilen. Befolkningen uppgick till 2 796 330 (2006) på en yta av 23 373 kvadratkilometer. Den administrativa huvudorten är Wad Medani. 
Sedan Sennardammen i Blå Nilen anlagts kunde omkring 10 000 km² av delstatens yta konstbevattnas, och al-Jazira producerar merparten av Sudans långfibriga kvalitetsbomull. Dessutom odlas här bland annat durra, vete, ris, jordnötter, sockerrör och grönsaker.

## Administrativ indelning
Delstaten är indelad i sju mahaliyya:
- Al Gazira East
- Al Gazira South
- Al Hasahisa
- Al Kamlin
- Al Managil
- Um Algora
- Wad Madani Al Kobra